# Salmone (Elis)
Salmone (altgriechisch Σαλμώνη) war eine antike Stadt in der Pisatis in Elis, im Westen der Peloponnes. Die genaue Lage ist nicht bekannt.
Salmone oder Salmonia wurde vom überheblichen Salmoneus gegründet, einem Sohn des Aiolos und der Enarete. Weil sich der mythische Gründer auf eine Stufe mit Zeus stellen wollte, tötete der oberste olympische Gott ihn und die gesamte Stadt mit einem Blitz.